# Mas de les Selles
El Mas de les Selles és una masia al terme de les Llosses inclosa a l'Inventari del Patrimoni Arquitectònic de Catalunya. La construcció originària data del 1746, mentre que a la masoveria adossada s'hi pot llegir la data de 1772. Des de llavors la casa ha estat objecte d'importants reformes, la darrera de les quals va tenir lloc l'any 1940, moment en què es va construir un cobert adossat a la cara nord, i l'any 1972, al restaurar-se tota la teulada i embigat. Actualment és una masoveria que ha centrat la seva producció especialment en la ramaderia.
La casa és de planta rectangular amb teulada de dues vessants, i consta de planta baixa i dos pisos, els quals estan destinats a habitatge, mentre que la part baixa compleix les funcions de corrals, rebost i quadres. La construcció està integrada per dos cossos que formen dues cases separades, la dels senyors, més a ponent, i la dels masovers. A la part nord hi trobem dos contraforts i a ponent hi ha una construcció de nova factura. És digna de menció la volta de mig punt tapiada per una part que trobem a la planta baixa, i que actualment és utilitzada com a garatge.